# 부여 군수리 금동보살입상
부여 군수리 금동보살입상(扶餘 軍守里 金銅菩薩立像)은 충청남도 부여군 군수리의 폐사지에 있는 목탑지 중심 초석 밑에서 발견된 높이 11.5센티미터의 금동 불상이다. 구리로 만든 후 도금했으며, 국립부여박물관에서 소장하고 있다. 1963년 1월 21일 대한민국의 보물 제330호로 지정되었다.

## 개요
부여 군수리 금동보살입상(扶餘 軍守里 金銅菩薩立像)은 1936년 충청남도 부여 군수리 백제 절터를 조사할 때 발견된 금동보살이다.
머리에는 화려하게 장식된 관(冠)을 쓰고 있고, 얼굴 좌우로 두꺼운 머리카락이 어깨까지 길게 늘어져 있다. 얼굴은 둥글고 원만하며, 깊이 있는 내면의 웃음이 사실적으로 표현되어 백제인의 부드러움을 느낄 수 있다. 신체는 두꺼운 옷에 싸여 있으나 비교적 양감이 있고 당당한 모습이다. 배에서 X자형으로 교차되는 옷은 발목 부분까지 길게 늘어져 새의 날개깃처럼 양쪽으로 퍼진 모습이며, 발목까지 내려온 또다른 옷자락에는 U자형의 주름이 표현되어있다. 오른손은 네번째 손가락과 새끼 손가락을 구부린 채 위로 향하고 있고 왼손은 손등을 보이면서 아래로 내리고 있다.
이 불상은 옷모양, 손모양 등이 시대적 특징을 나타내주고 있으며, 넓은 얼굴과 풍만한 미소는 백제불상에 즐겨 묘사되는 것으로 백제인의 얼굴을 사실적으로 표현한 6세기 불상으로 보인다.

## 같이 보기
- 부여 군수리 사지 - 사적 제44호

## 참고 자료
- 부여 군수리 금동보살입상 - 국가유산청 국가유산포털
- 이 문서에는 다음커뮤니케이션(현 카카오)에서 GFDL 또는 CC-SA 라이선스로 배포한 글로벌 세계대백과사전의 내용을 기초로 작성된 글이 포함되어 있습니다.